# Froesia crassiflora
Froesia crassiflora är en tvåhjärtbladig växtart som beskrevs av João Murça Pires och Froes. Froesia crassiflora ingår i släktet Froesia och familjen Ochnaceae. Inga underarter finns listade i Catalogue of Life.